# Aistersheim
Aistersheim ist eine Gemeinde mit 978 Einwohnern (Stand 1. Jänner 2024) in Oberösterreich im Bezirk Grieskirchen im Hausruckviertel.

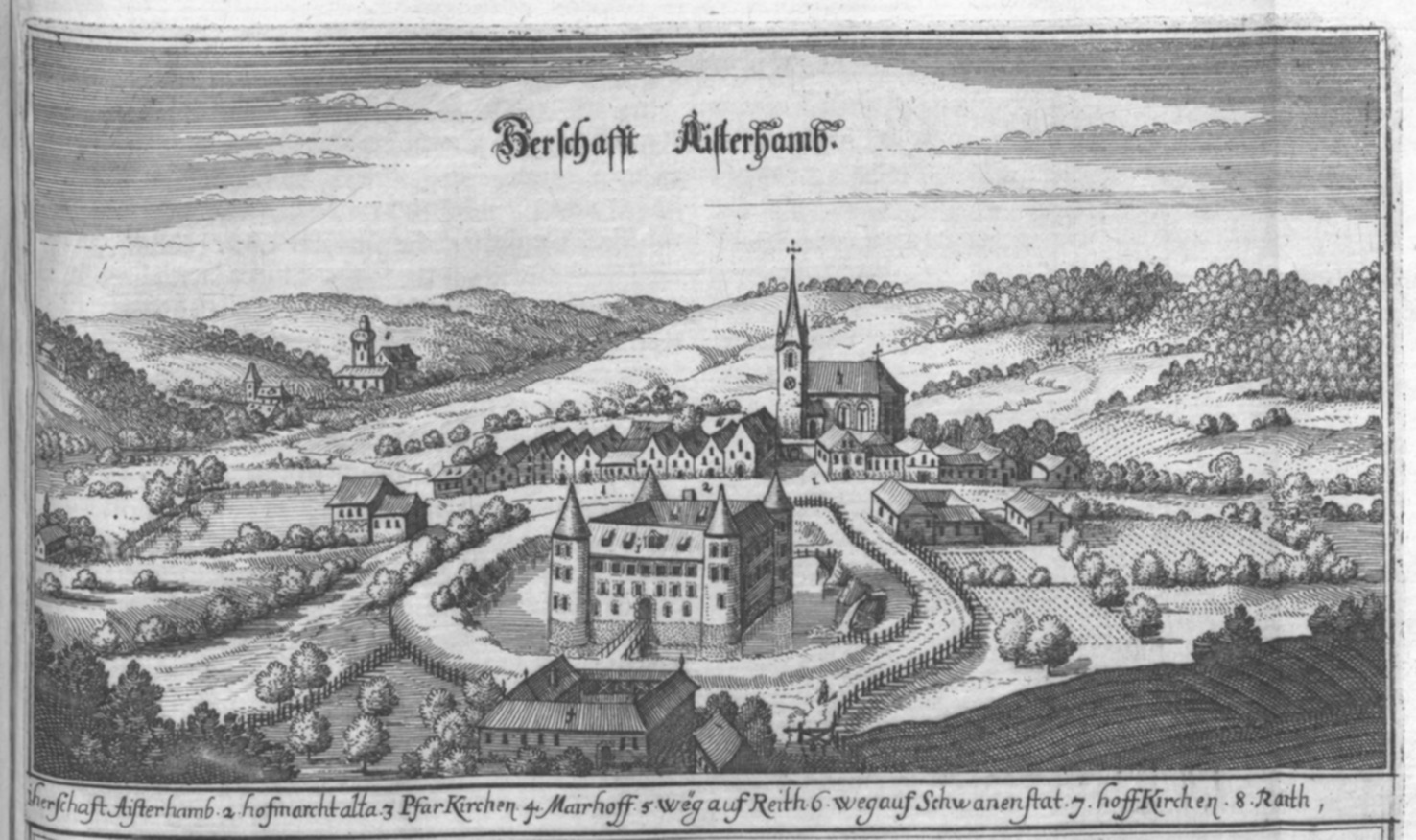
Aistersheim in der Topographia Provinciarum Austriacarum von Matthäus Merian (1679)

## Geografie
Der Ort Aistersheim liegt auf 437 Meter Höhe im Hausruckviertel. Im Südosten der Gemeinde fließt der Wilde Innbach in einer Höhe von 390 Meter, die höchsten Erhebungen sind bewaldete Höhen, die im Westen 470, im Nordosten über 500 Meter hoch sind. Die Ausdehnung beträgt von Nord nach Süd 5 und von West nach Ost 3,7 Kilometer. Die Gemeinde hat eine Gesamtfläche von 11,11 Quadratkilometer. 26,1 % der Fläche sind bewaldet, 66,7 % der Fläche sind landwirtschaftlich genutzt.

### Gemeindegliederung
Das Gemeindegebiet umfasst folgende 13 Ortschaften (in Klammern Einwohnerzahl Stand 1. Jänner 2024):
- Aistersheim (471)
- Augassen (45)
- Auwiesen (85)
- Edt (24)
- Grub (13)
- Haid (26)
- Haidenheim (28)
- Himmelreich (32)
- Kottingaistersheim (32)
- Pöttenheim (48)
- Rakesing (23)
- Thalheim (45)
- Viertlbach (106)

Die Gemeinde besteht aus der Katastralgemeinde Aistersheim.
Die Gemeinde gehört zum Gerichtsbezirk Grieskirchen.

### Nachbargemeinden
|         | Hofkirchen                                  | St. Georgen |
| Weibern | Kompassrose, die auf Nachbargemeinden zeigt | Meggenhofen |
|         | Gaspoltshofen                               |             |

## Geschichte
Ursprünglich im Ostteil des Herzogtums Bayern liegend, gehörte der Ort seit dem 12. Jahrhundert zum Herzogtum Österreich. Das Wasserschloss Aist wurde vermutlich vom als Minnesänger bekannten Dietmar von Aist um das Jahr 1136 errichtet und war eine Grenzbefestigung zu Bayern. Die erste schriftliche Erwähnung des Ortes erfolgte im Jahr 1146. Das Wasserschloss wurde urkundlich erstmals 1159 erwähnt. Im Jahr 1464 kaufte Hanns von Hohenfeld das Anwesen, das 350 Jahre lang in Familienbesitz blieb. Bald nach der Übernahme wurde das Schloss zerstört und erst in der zweiten Hälfte des 16. Jahrhunderts wieder aufgebaut.
Seit 1490 wird der Ort dem Fürstentum Österreich ob der Enns zugerechnet.
Während der Napoleonischen Kriege war der Ort mehrfach besetzt.
Seit 1918 gehört der Ort zum Bundesland Oberösterreich. Nach dem Anschluss Österreichs an das Deutsche Reich am 13. März 1938 gehörte der Ort zum Gau Oberdonau. Nach 1945 erfolgte die Wiederherstellung Oberösterreichs.
Die Gemeinde ist seit dem 1. Jänner 2003 Teil des Gerichtsbezirkes Grieskirchen, zuvor gehörte sie zum Gerichtsbezirk Haag am Hausruck.

## Einwohnerentwicklung
1991 hatte die Gemeinde laut Volkszählung 734 Einwohner, 2001 786 Einwohner, 2005 798 Einwohner und mit 1. April 2009 833 Einwohner. Mit positiver Geburtenbilanz und positiver Wanderungsbilanz wuchs die Bevölkerungszahl weiter auf 841 im Jahr 2011 und auf 892 im Jahr 2018 bzw. 902 im Jahr 2019. Dadurch ergibt sich ein Bevölkerungswachstum von 22,89 % Prozent zwischen 1991 und 2019.

## Kultur und Sehenswürdigkeiten

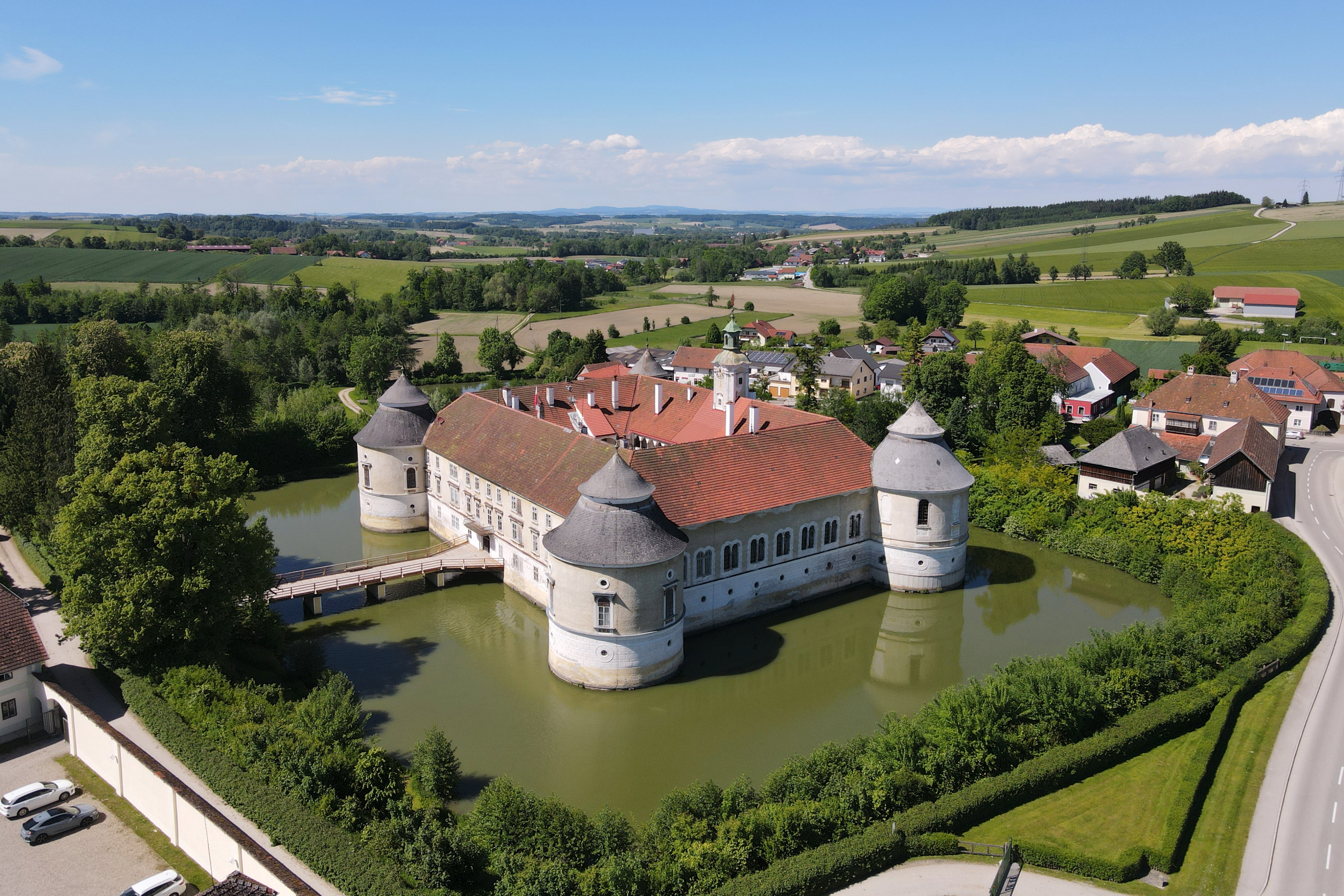
Schloss Aistersheim

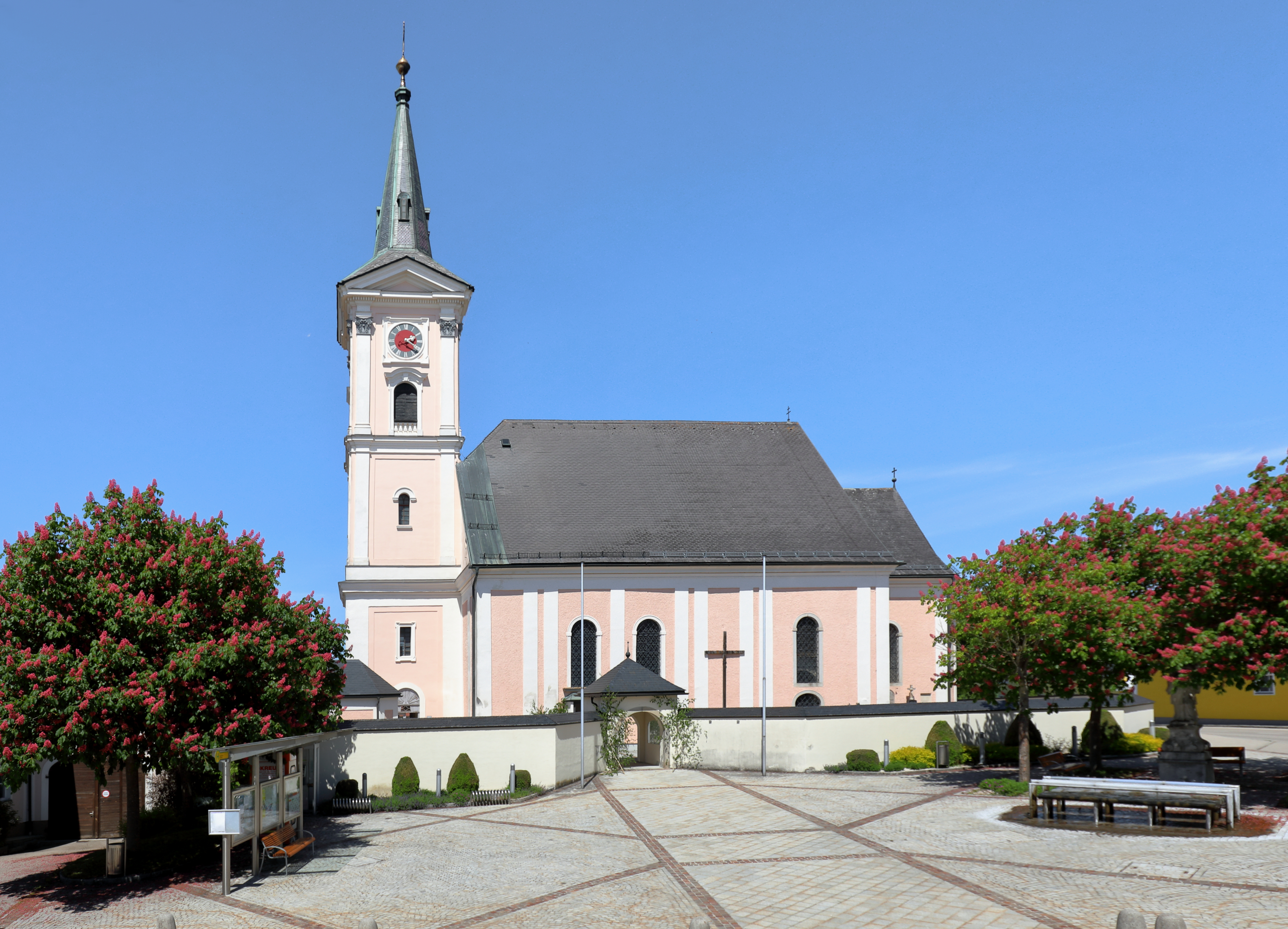
Pfarrkirche Aistersheim

- Schloss Aistersheim: Das 1159 erstmals erwähnte Wasserschloss war bis 1426 im Besitz der Herren von Aistersheim, dann bis 1824 im Besitz der Hohenfelder. Der heutige Bau des Renaissance-Schlosses geht auf einen Umbau in den Jahren 1520–1600 zurück.
- Katholische Pfarrkirche Aistersheim Mariä Himmelfahrt: Von 1699 bis 1700 erfolgte der Neubau der Kirche im Barockstil durch Jakob Pawanger aus Passau.

## Wirtschaft und Infrastruktur
Aistersheim ist eine landwirtschaftlich geprägte Gemeinde mit einigen Handwerkerbetrieben. Seit 1990 ist die Autobahnraststätte eine wichtige Einnahmequelle.

### Verkehr
Aistersheim wird im Südwesten der Gemeinde von der Innkreis Autobahn A 8 durchzogen. Gesamt sind es 3 km Autobahn die durch die Gemeinde Aistersheim führen. Es befindet sich auch die Raststation Aistersheim als letzte auf der A 8 vor dem Grenzübergang in Suben in der Gemeinde.

### Feuerwehr
Die Freiwillige Feuerwehr Aistersheim wurde im Rahmen einer „Generalversammlung“ am 24. April 1887 als Verein gegründet.

## Politik

### Gemeinderat
Der Gemeinderat hat 13 Mitglieder.
- Mit den Gemeinderats- und Bürgermeisterwahlen in Oberösterreich 2003 hatte der Gemeinderat folgende Verteilung: 7 ÖVP, 4 SPÖ und 2 FPÖ.
- Mit den Gemeinderats- und Bürgermeisterwahlen in Oberösterreich 2009 hatte der Gemeinderat folgende Verteilung: 7 ÖVP, 4 FPÖ und 2 SPÖ.
- Mit den Gemeinderats- und Bürgermeisterwahlen in Oberösterreich 2015 hatte der Gemeinderat folgende Verteilung: 6 ÖVP, 5 FPÖ und 2 SPÖ.
- Mit den Gemeinderats- und Bürgermeisterwahlen in Oberösterreich 2021 hat der Gemeinderat folgende Verteilung: 6 ÖVP, 4 FPÖ und 3 SPÖ.[8][9]

### Bürgermeister
Bürgermeister seit 1850 waren:
- 1850–1861 Johann Karl Dworzak
- 1861–1864 Mathias Roitinger
- 1864–1867 Josef Roitinger
- 1867–1870 Mathias Roitinger
- 1870–1873 Johann Niedermaier
- 1873–1876 Josef Roitinger (Reitinger)
- 1876–1876 Matthias Graf
- 1876–1879 Johann Roitinger
- 1879–1882 Josef Niedermayer
- 1882–1885 Johann Riedl
- 1885–1888 Peter Bointner
- 1888–1891 Johann Kaser
- 1891–1894 Matthäus Hubner
- 1894–1895 Johann Humer
- 1895–1897 Josef Kaser
- 1897–1898 Heinrich Haager
- 1898–1903 Johann Humer
- 1903–1905 Franz Huber
- 1905–1909 Franz Liedauer
- 1909–1922 Heinrich Haager
- 1922–1924 Alois Enser
- 1924–1932 Ferdinand Wurm
- 1932–1938 Matthäus Roither
- 1938–1945 Friedrich Nowotny
- 1945–1949 Matthäus Roither
- 1949–1973 Karl Ennser
- 1973–1997 Josef Stockinger (ÖVP)
- 1997–2009 Herbert Simmer (ÖVP)
- 2009–2021 Rudolf Riener (ÖVP)
- seit 2021 Johann Stockinger (ÖVP)

### Wappen
Blasonierung: Von Silber und Schwarz geteilt und zweimal gespalten. Die Gemeindefarben sind Blau-Weiß.
Die Gemeinde führt seit 18. September 1982 das Wappen des altbayerischen Uradelsgeschlechtes der Aistersheimer, die in einer Passauer Urkunde vom 11. November 1146 erstmals in das Licht der Geschichte traten und bis zu ihrem Erlöschen 1426 im Besitz der Burg und Herrschaft Aistersheim waren.

Partnergemeinde
Seit 1978 ist die niederösterreichische Marktgemeinde Auersthal die Partnergemeinde von Aistersheim.

## Persönlichkeiten

### Personen mit Bezug zur Gemeinde
- Gregor Derschl (1710–1776), Tischler und Altarbauer[13]
- Josef Stockinger (* 1958), Politiker (ÖVP) und Versicherungsmanager